# Chernovite-(Y)
La chernovite-(Y) est un minéral. Il a été décrit pour la première fois en 1967 sous le nom chernovite, nommé d'après le géologue russe Aleksandr Tchernov (en) (1877-1963). Le suffixe -(Y) a été rajouté en 1987. C'est un minéral incolore à jaune pâle avec un éclat vitreux. Il a une structure cristalline tétragonale, et une formule Y(AsO4), soit de l'yttrium, de l'arsenic et de l'oxygène, dans un rapport 1:1:4. Il a une densité de 4,866 g/cm3.
La chernovite-(Y) fait partie du groupe du xénotime.